# Latsis
Latsis est un conglomérat grec appartenant au milliardaire Spiros Latsis (en). Fondé dans les années 1940 par le père de celui-ci, Yiannis Latsis (en) (1910-2003), il opère dans les secteurs suivants :
- Banque (EFG International) ;
- Immobilier (Lamda Development)
- Pétrole (Hellenic Petroleum) ;
- Transport maritime (CMM).

## Latsis et la Commission européenne
Une motion de censure a été déposée [Quand ?] par 77 députés européens au sujet des liens entre ce groupe et la Commission européenne. Le manque de transparence de ce groupe a été dénoncé par certains parlementaires européens en Grèce et dans les Balkans, ainsi que les comptes de ses filiales situées à Jersey, au Luxembourg et à Monaco.[réf. nécessaire]

## Controverses

### Enquête du Ministère public de la Confédération
En juin 2024, le média suisse Gotham City révèle que le family office genevois du milliardaire grec Spiro Latsis et de sa famille a fait l'objet d'une perquisition en novembre 2023 dans le cadre d'une enquête du Ministère public de la Confédération sur des soupçons de blanchiment et de corruption. Deux sociétés contrôlées par les Latsis auraient versé des commissions occultes à l'ancien directeur du fonds de pension public du Koweït.